# Lierre en fleurs
Lierre en fleurs – ou Assiette de fruits et lierre en fleur dans un pot à la rose – est un tableau réalisé par le peintre français Henri Matisse en octobre 1941. Cette huile sur toile est une nature morte qui représente notamment une assiette de fruits, un vase contenant du lierre en fleur et une tasse bleue sur une surface d'un jaune foncé. Passée par la collection particulière d'Albert Lasker, l'œuvre est conservée depuis 2002 à la pinacothèque Agnelli de Turin, en Italie.